# Lomographa simpliciaria
Lomographa simpliciaria là một loài bướm đêm trong họ Geometridae.